# Clarity
A Clarity a Jimmy Eat World amerikai rockegyüttes harmadik nagylemeze. A korábbi albumokkal ellentétben ettől a lemeztől kezdve a számok többségét Jim Adkins énekli, míg az eddigi felvételeken a vokálokon Adkins és Tom Linton nagyjából egyenlő arányban osztoztak. A lemez producere a Jimmy Eat World volt Mark Trombinóval karöltve, csakúgy, mint az előző albumuk, a Static Prevails esetében.

## Az album dalai
- Minden szám a Jimmy Eat World együttes szerzeménye

1. "Table for Glasses"  – 4:20
2. "Lucky Denver Mint"  – 3:49
3. "Your New Aesthetic"  – 2:40
4. "Believe in What You Want"  – 3:08
5. "A Sunday"  – 4:31
6. "Crush"  – 3:11
7. "12.23.95"  – 3:42
8. "Ten"  – 3:48
9. "Just Watch the Fireworks"  – 7:02
10. "For Me This Is Heaven"  – 4:04
11. "Blister"  – 3:29
12. "Clarity"  – 4:02
13. "Goodbye Sky Harbor"  – 16:11
14. "What I Would Say To You Now" (Japán kiadás bónusz száma) – 2:34
15. "Christmas Card" (Japán/új kiadás bónusz száma) – 2:48
16. "Sweetness" (stúdiódemó) (Japán/új kiadás bónusz száma) – 3:39